# Marcin Wasilewski (muzyk)
Marcin Wasilewski (ur. 1975 w Sławnie) – polski kompozytor i pianista jazzowy, założyciel zespołu Simple Acoustic Trio.

## Życiorys
Absolwent Ogólnokształcącej Szkoły Muzycznej II st. w Koszalinie z 1994 w klasie fortepianu, a następnie Akademii Muzycznej w Katowicach.
Był członkiem kwartetu Tomasza Stańki. Od roku 2003 współpracuje z wytwórnią ECM.
Sześciokrotny laureat nagrody polskiego przemysłu fonograficznego Fryderyka.

## Dyskografia
| Album                                                 | Rok  | Źródło |
| ----------------------------------------------------- | ---- | ------ |
| Tomasz Stańko – Balladyna – Theatre Play Compositions | 1994 | [ 7 ]  |
| Tomasz Stańko Quartet – Soul of Things                | 2002 | [ 8 ]  |
| Tomasz Stańko Quartet – Suspended Night               | 2004 | [ 9 ]  |
| Manu Katché – Neighbourhood                           | 2005 | [ 10 ] |
| Tomasz Stańko Quartet – Lontano                       | 2006 | [ 11 ] |
| Tomasz Stańko – Wolność w sierpniu                    | 2006 | [ 12 ] |
| Manu Katché – Playground                              | 2007 | [ 13 ] |
| Lady Aarp – Soma                                      | 2007 | [ 14 ] |
| Dorota Miśkiewicz – Caminho                           | 2008 | [ 15 ] |
| Peter Guyer, Norbert Wiedmer – Sounds And Silence     | 2011 | [ 16 ] |
| Jacob Young – Forever Young                           | 2014 | [ 17 ] |

## Nagrody i wyróżnienia
| Rok  | Kategoria                       | Tytułem           | Nagroda        | Nota      | Źródło |
| ---- | ------------------------------- | ----------------- | -------------- | --------- | ------ |
| 2005 | Jazzowy muzyk roku              | Marcin Wasilewski | Fryderyki 2005 | Laur      | [ 3 ]  |
| 2009 | Jazzowy muzyk roku              | Marcin Wasilewski | Fryderyki 2009 | Laur      | [ 4 ]  |
| 2009 | Jazzowy album roku              | January           | Fryderyki 2009 | Laur      | [ 4 ]  |
| 2012 | Jazzowy muzyk roku              | Marcin Wasilewski | Fryderyki 2012 | Laur      | [ 5 ]  |
| 2012 | Jazzowy album roku              | Faithful          | Fryderyki 2012 | Nominacja | [ 5 ]  |
| 2012 | Jazzowy kompozytor/aranżer roku | Marcin Wasilewski | Fryderyki 2012 | Nominacja | [ 5 ]  |
| 2015 | Album roku – jazz               | Spark of Life     | Fryderyki 2015 | Laur      | [ 6 ]  |
| 2015 | Artysta roku – jazz             | Marcin Wasilewski | Fryderyki 2015 | Laur      | [ 6 ]  |

## Galeria

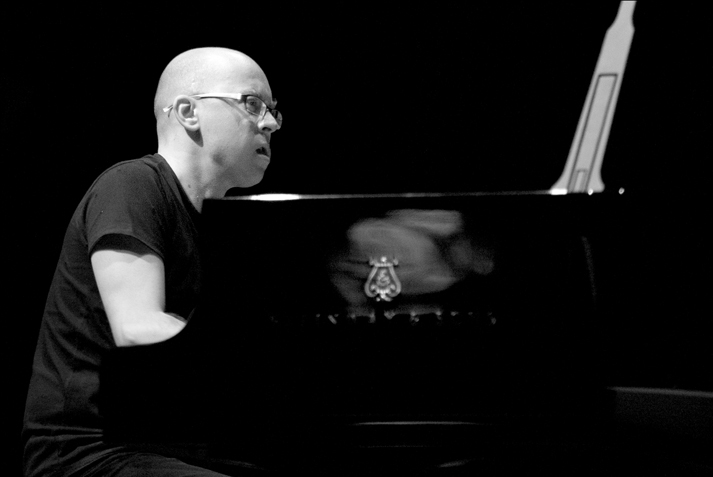
2008 r.
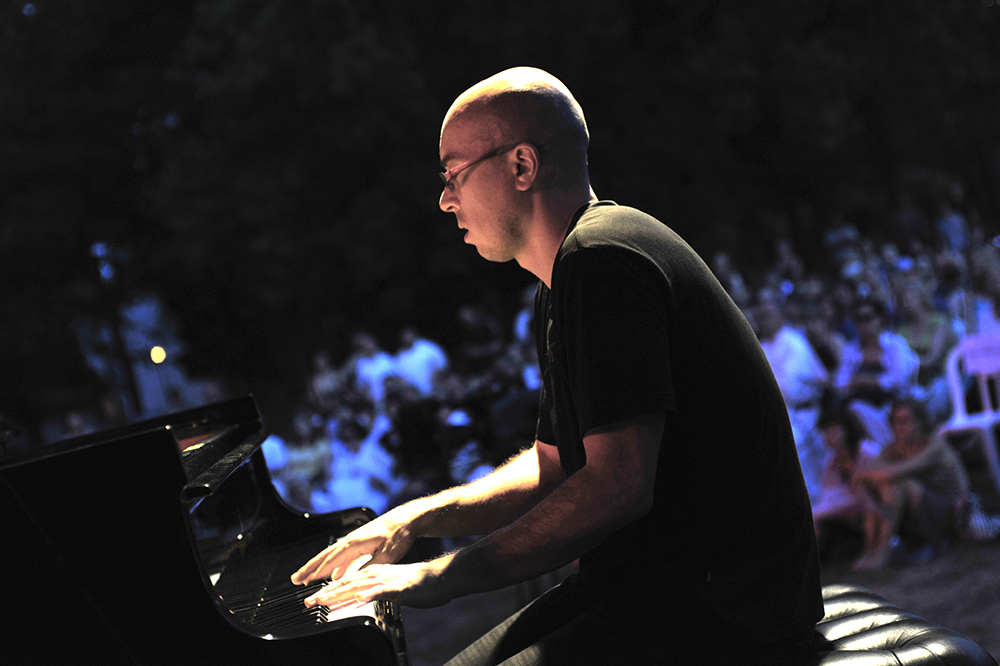
World Orchestra, Warszawa, lipiec 2010 r.
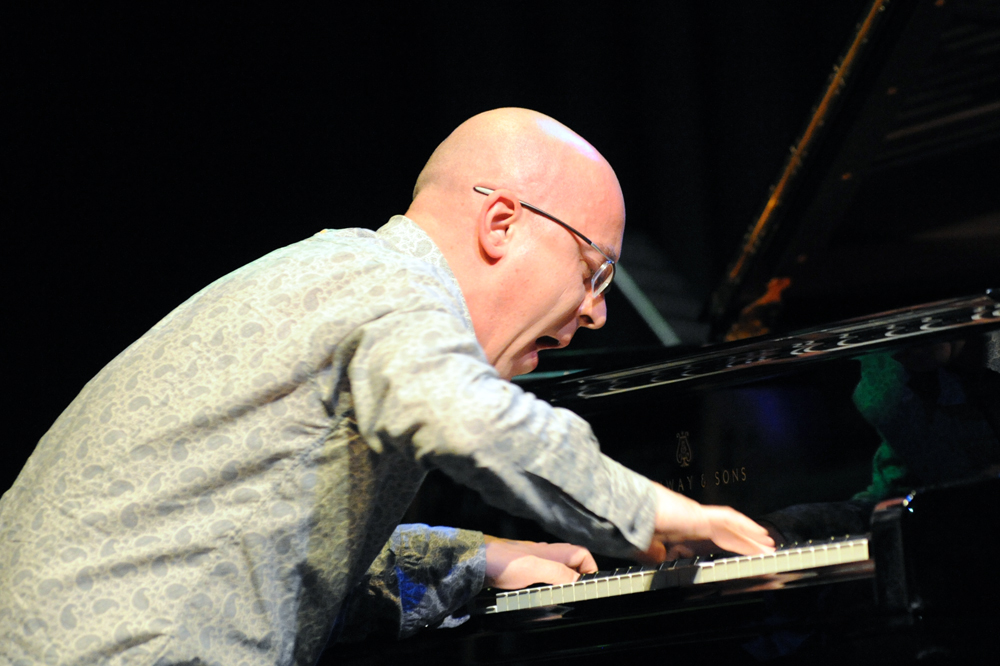
Dzień Szakala - benefis dla T.Szukalskiego - Warszawa, listopad 2010 r.
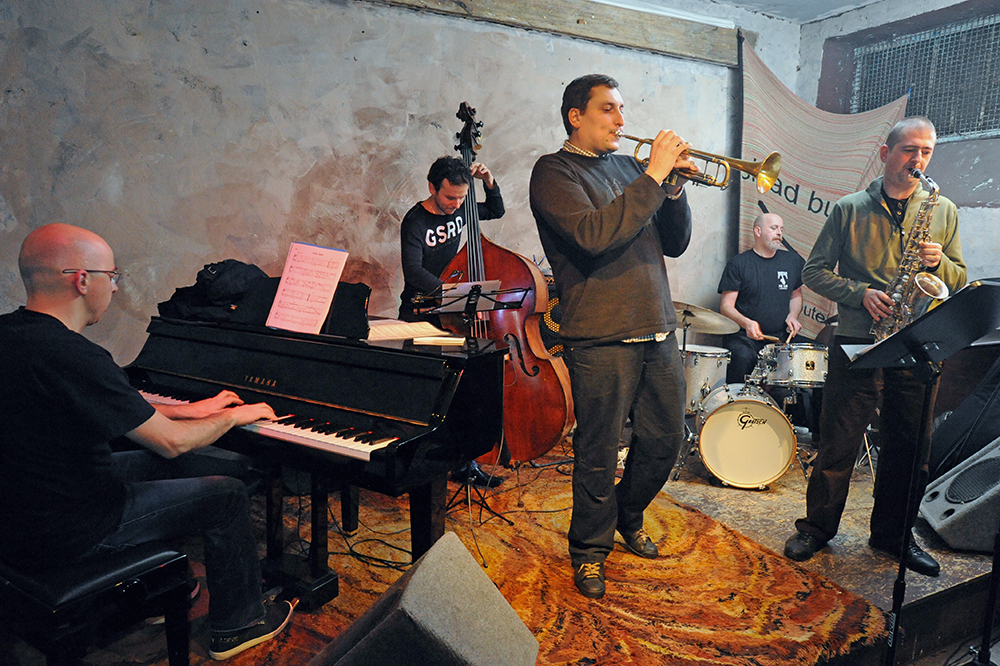
Skład Butelek, Warszawa - grudzień 2010 r.
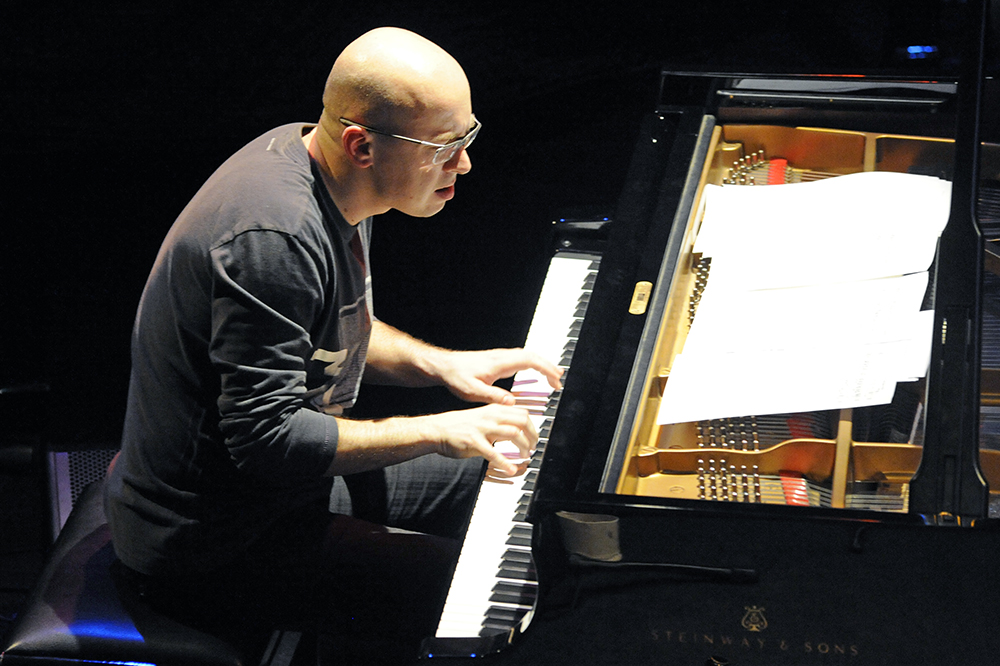
NorPolBridge w studio PR3 - styczeń 2011 r.
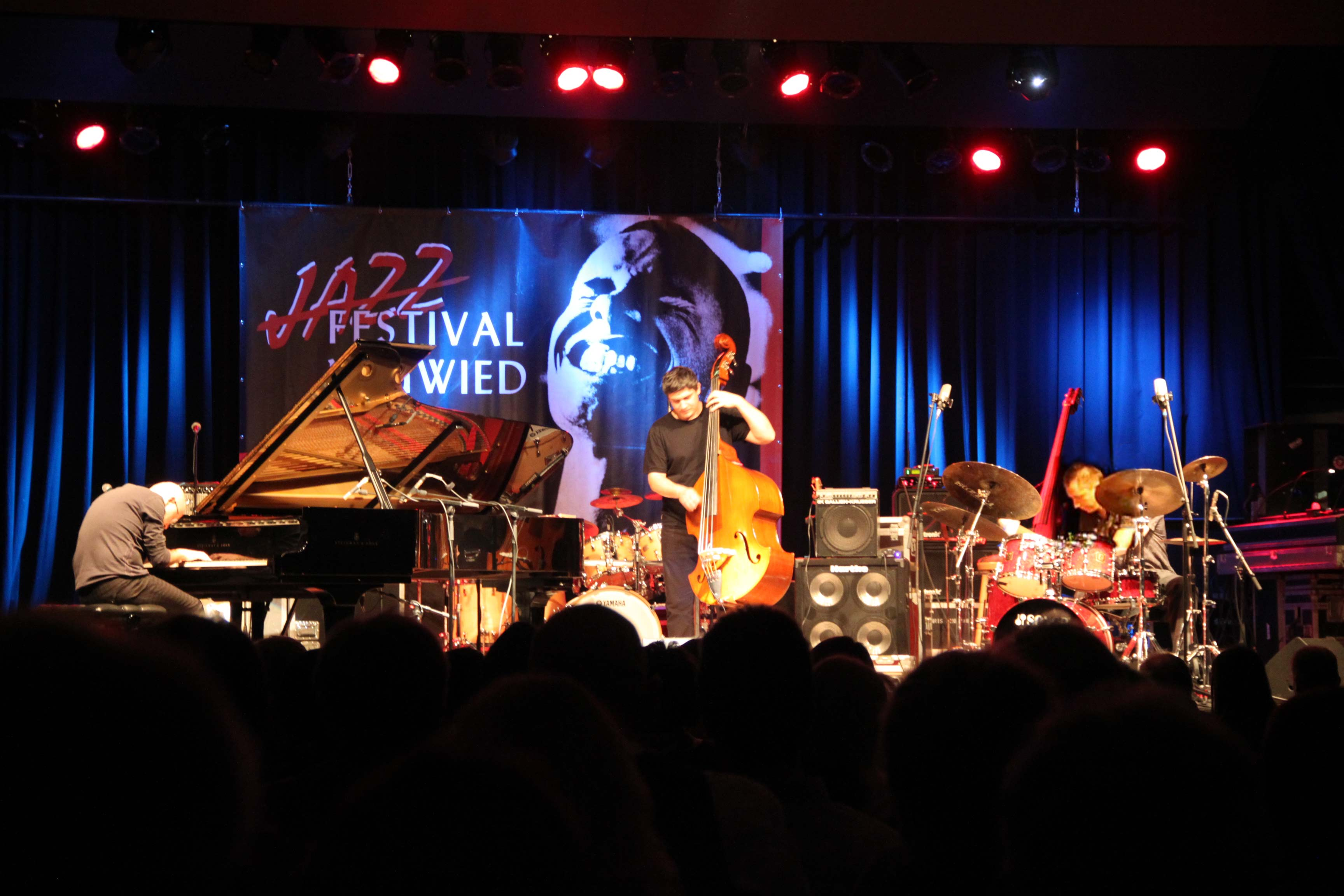
Neuwied, Niemcy - listopad 2011 r.
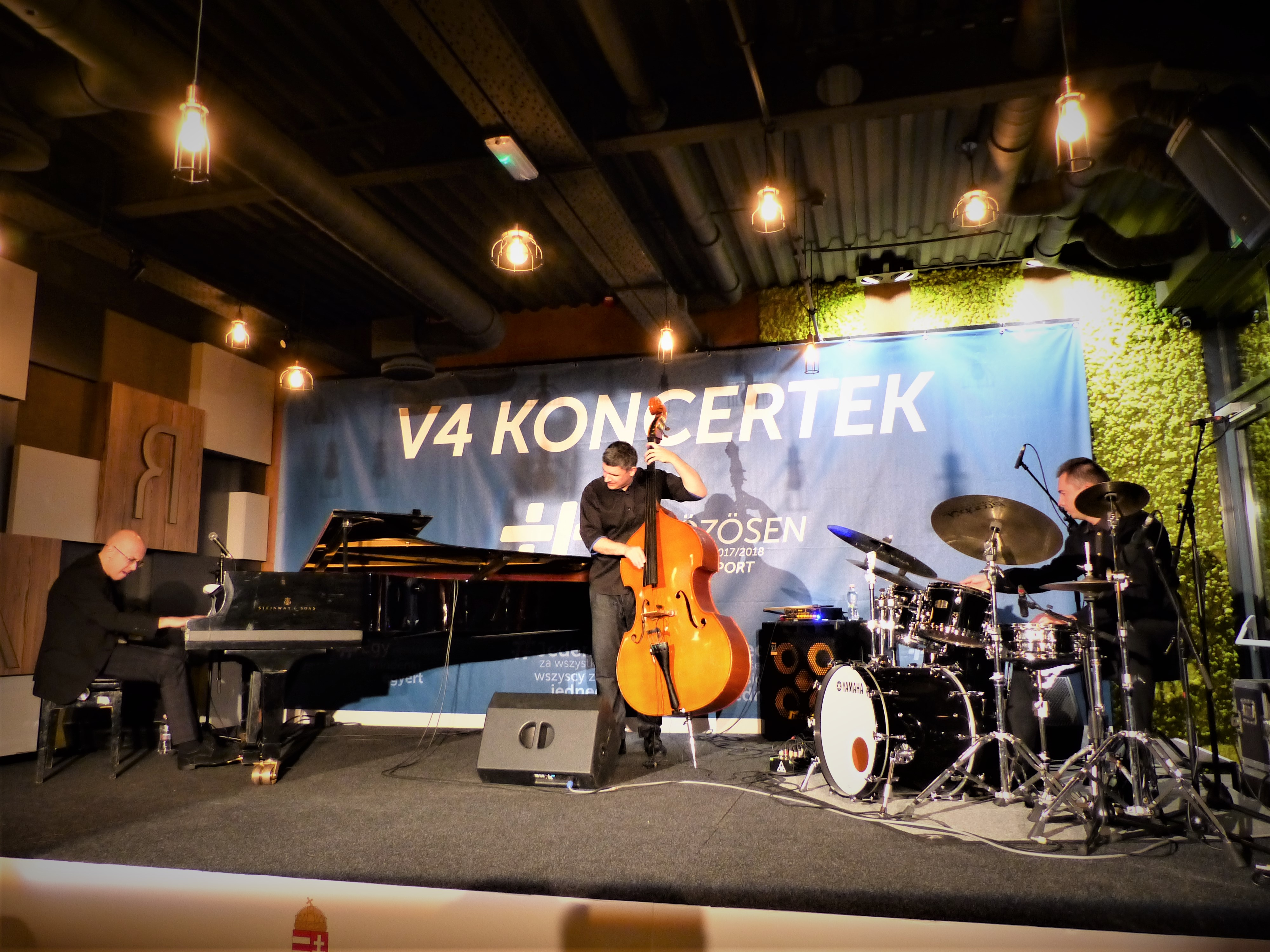
Budapeszt, październik 2017 r.
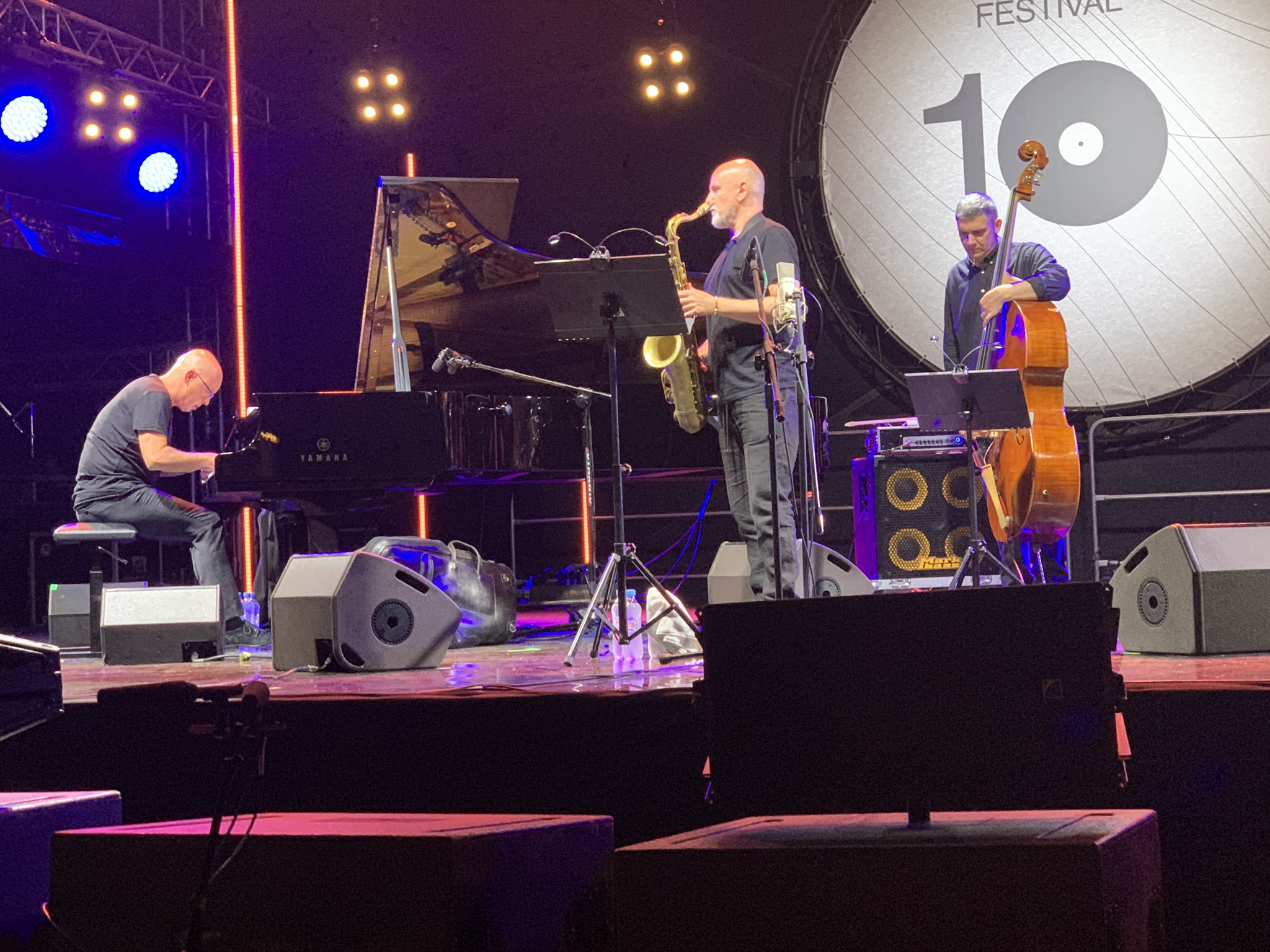
Enter Enea Festival, Poznań, sierpień 2020 r.